# Rohini (cohete)
Familia de cohetes sonda indios desarrollados por el ISRO a partir de tecnología francesa. El primer miembro de la familia fue lanzado el 20 de noviembre de 1967, y aún siguen utilizándose algunas de sus variantes. Se han utilizado para misiones meteorológicas y de aeronomía.

## Variantes

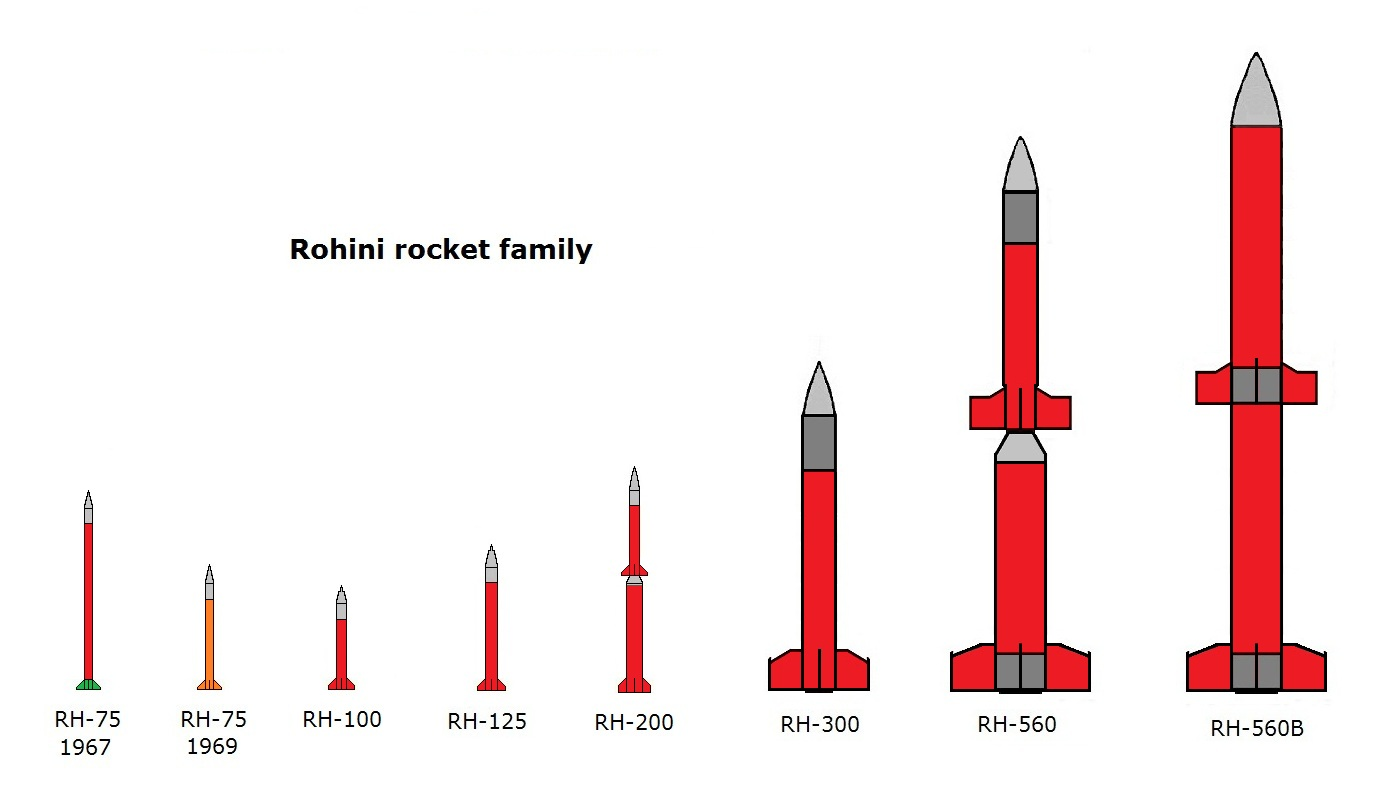
Rohini rocket family

### RH-75
Vehículo de una sola etapa, lanzado 9 veces. Retirado en 1968.

#### Especificaciones
- Apogeo: 10 km
- Diámetro: 0,08 m
- Longitud total: 1,5 m

### RH-125
Vehículo de una sola etapa del que se hicieron 2 lanzamientos, el primero el 1 de enero de 1970 y el último el 9 de octubre de 1971.

#### Especificaciones
- Apogeo: 20 km
- Masa total: 100 kg
- Empuje en despegue: 8 kN
- Diámetro: 0,12 m
- Longitud total: 2,5 m

### Menaka II
Vehículo de dos etapas que usaba una etapa principal RH-200. Se hicieron 3 lanzamientos, el primero el 1 de enero de 1970 y el último el 1 de enero de 1977.

#### Especificaciones
- Apogeo: 60 km
- Masa total: 100 kg
- Diámetro: 0,12 m
- Longitud total: 3,8 m

### RH-560
Vehículo de dos etapas derivado del cohete Stromboli francés y del que se hicieron 18 lanzamientos, dos fallidos. El primer lanzamiento tuvo lugar el 24 de abril de 1974 y el último el 19 de abril de 1993.

#### Especificaciones
- Apogeo: 400 km
- Empuje en despegue: 76 kN
- Masa total: 1300 kg
- Diámetro: 0,56 m
- Longitud total: 8,4 m

### RH-300
Vehículo de una etapa derivado del cohete francés Belier.

#### Especificaciones
- Apogeo: 150 km
- Empuje en despegue: 38 kN
- Masa total: 300 kg
- Diámetro: 0,31 m
- Longitud total: 4,1 m

### RH-200
Cohete utilizado como primera etapa, portando un RH-125 como etapa superior. Se lanzaron 803 cohetes de esta versión con una tasa de éxito del 99,88%. El primer lanzamiento de esta versión tuvo lugar el 1 de enero de 1979 y el último el 20 de enero de 2008.

#### Especificaciones
- Apogeo: 80 km
- Empuje en despegue: 17 kN
- Masa total: 100 kg
- Diámetro: 0,2 m
- Longitud total: 3,6 m

### RH-300/RH-200/RH-200
Vehículo de tres etapas, con un RH-300 como etapa principal y dos RH-200 como etapa secundaria y terciaria. Sólo se lanzó un modelo de esta versión, el 1 de noviembre de 1985.

#### Especificaciones
- Apogeo: 300 km
- Empuje en despegue: 38 kN
- Masa total: 500 kg
- Diámetro: 0,31 m
- Longitud total: 8 m

### RH-300 Mk II
Cohete de una sola etapa, lanzado 7 veces, la primera el 8 de junio de 1987 y la última el 20 de mayo de 2005.

#### Especificaciones
- Apogeo: 150 km
- Empuje en despegue: 39 kN
- Masa total: 500 kg
- Diámetro: 0,31 m
- Longitud total: 5,9 m

### RH-560/RH-300 Mk II
Cohete de dos etapas, un RH-560 como primera etapa y un RH-300 Mk II como segunda. Lanzado 6 veces, la primera el 16 de agosto de 1995 y la última el 28 de septiembre de 1998.

#### Especificaciones
- Apogeo: 400 km
- Empuje en despegue: 76 kN
- Masa total: 1300 kg
- Diámetro: 0,56 m
- Longitud total: 9,1 m

### RH-200SV
Versión del RH-200, lanzado 5 veces y todavía en activo.
| Name               | RH 75                   | RH 125                  | RH 200/125              | RH-300                   | RH-300 Mk II             | RH-300/200/200            | RH-560/300                | RH-560/300 Mk II          |
| ------------------ | ----------------------- | ----------------------- | ----------------------- | ------------------------ | ------------------------ | ------------------------- | ------------------------- | ------------------------- |
| Masa total         | 8 kg (18 lb)            | 40 kg (88 lb)           | 100 kg (220 lb)         | 300 kg (660 lb)          | 500 kg (1,100 lb)        | 500 kg (1,100 lb)         | 1,300 kg (2,800 lb)       | 1,600 kg (3,530 lb)       |
| Longitud total     | 1.50 m (4.90 ft)        | 2.50 m (8.20 ft)        | 3.60 m (11.80 ft)       | 4.10 m (13.40 ft)        | 5.90 m (19.30 ft)        | 8.00 m (26.20 ft)         | 8.40 m (27.50 ft)         | 9.10 m (29.80 ft)         |
| Diámetro           | 0.0800 m (0.2620 ft)    | 0.12 m (0.39 ft)        | 0.20 m (0.65 ft)        | 0.31 m (1.01 ft)         | 0.31 m (1.01 ft)         | 0.31 m (1.01 ft)          | 0.56 m (1.83 ft)          | 0.56 m (1.83 ft)          |
| Empuje en despegue |                         | 8.00 kN (1,798 lbf)     | 17.00 kN (3,821 lbf)    | 38.00 kN (8,542 lbf)     | 39.00 kN (8,767 lbf)     | 38.00 kN (8,542 lbf)      | 76.00 kN (17,085 lbf)     | 76.00 kN (17,085 lbf)     |
| Apogeo             | 10 kilómetros (6,2 mi)  | 20 kilómetros (12,4 mi) | 80 kilómetros (49,7 mi) | 100 kilómetros (62,1 mi) | 150 kilómetros (93,2 mi) | 300 kilómetros (186,4 mi) | 400 kilómetros (248,5 mi) | 500 kilómetros (310,7 mi) |
| Stages             | 1                       | 1                       | 2                       | 1                        | 1                        | 3                         | 2                         | 2                         |
| First Launch       | 20 de noviembre de 1967 | 1 de enero de 1970      | 1 de enero de 1979      |                          | 8 de junio de 1987       | 1 de noviembre de 1985    | 24 de abril de 1974       | 16 de agosto de 1995      |
| Payload (kg)       | 1                       | 7                       | 10                      | 60                       | 70                       |                           |                           | 100                       |